# Championnat d'Europe masculin de handball 2000
Navigation
Italie 1998 Suède 2002
Le 4e Championnat d'Europe masculin de handball s'est déroulé en Croatie du 21 au 30 janvier 2000.
La Suède s'impose pour la deuxième fois consécutive et la troisième fois en quatre épreuves en disposant en finale au terme de deux prolongations de la Russie (32-31). L'Espagne remporte 24-23 la médaille de bronze au détriment de la France qui rate l'occasion de remporter sa première médaille continentale malgré la présence de Jackson Richardson, élu meilleur joueur de la compétition. Bien que son équipe ait terminé dernière de la compétition, l'Ukrainien Oleg Velyky termine meilleur buteur avec 46 buts en six matchs.

## Présentation

### Qualifications
Une première phase de groupes met aux prises 26 équipes réparties en 5 poules de 4 et 2 poules de 3.
Les 7 équipes premières de leur poule ainsi que les 4 meilleurs deuxième se qualifient pour les barrages et rejoignent 9 équipes têtes de série.
Les barrages mettent aux prises 20 équipes dans un système matchs aller-retour. L'équipe marquant le plus grand nombre de buts sur les deux matchs s'impose, si égalité, l'équipe ayant le plus grand nombre de buts à l'extérieur se qualifie, sinon, prolongation. Les 10 vainqueurs se qualifient pour l'Euro 2000.
| Pays      | Qualifié en tant que  | Apparitions précédentes | Apparitions précédentes |
| --------- | --------------------- | ----------------------- | ----------------------- |
| Croatie   | Pays hôte             | 3                       | 1994, 1996, 1998        |
| Suède     | Tenant en titre       | 3                       | 1994, 1996, 1998        |
| Allemagne | Vainqueur en barrages | 3                       | 1994, 1996, 1998        |
| Danemark  | Vainqueur en barrages | 2                       | 1994, 1996              |
| Espagne   | Vainqueur en barrages | 3                       | 1994, 1996, 1998        |
| France    | Vainqueur en barrages | 3                       | 1994, 1996, 1998        |
| Islande   | Vainqueur en barrages | 0                       | première participation  |
| Norvège   | Vainqueur en barrages | 0                       | première participation  |
| Portugal  | Vainqueur en barrages | 1                       | 1994                    |
| Russie    | Vainqueur en barrages | 3                       | 1994, 1996, 1998        |
| Slovénie  | Vainqueur en barrages | 2                       | 1994, 1996              |
| Ukraine   | Vainqueur en barrages | 0                       | première participation  |

Remarque : le vainqueur de l'édition est indiqué en gras et le pays hôte en italique.

### Lieux de compétition
| \| Rijeka Zagreb \| Localisation des salles sélectionnées () · et de la capitale (). |
| Rijeka Zagreb                                                                        |

| Zagreb                    | Rijeka                             |
| ------------------------- | ---------------------------------- |
| Dom Sportova 7 000 places | Dvorana Mladosti (en) 4 000 places |
|                           |                                    |

## Tour préliminaire

### Groupe A
|   | Équipe    | Pts | J | G | N | P | Bp  | Bc  | Diff |
| - | --------- | --- | - | - | - | - | --- | --- | ---- |
| 1 | France    | 9   | 5 | 4 | 1 | 0 | 127 | 110 | 17   |
| 2 | Espagne   | 8   | 5 | 4 | 0 | 1 | 128 | 120 | 8    |
| 3 | Croatie   | 7   | 5 | 3 | 1 | 1 | 122 | 114 | 8    |
| 4 | Norvège   | 3   | 5 | 1 | 1 | 3 | 106 | 114 | -8   |
| 5 | Allemagne | 2   | 5 | 0 | 2 | 3 | 110 | 119 | -9   |
| 6 | Ukraine   | 1   | 5 | 0 | 1 | 4 | 104 | 120 | -16  |

| Date            | Équipe 1  | Score   | Équipe 2  | Rapport          |
| --------------- | --------- | ------- | --------- | ---------------- |
| 21 janvier 2000 | France    | 24 – 21 | Norvège   | Feuille de match |
| 21 janvier 2000 | Allemagne | 24 – 24 | Ukraine   | Feuille de match |
| 21 janvier 2000 | Espagne   | 27 – 22 | Croatie   | Feuille de match |
| 22 janvier 2000 | Norvège   | 21 – 25 | Espagne   | Feuille de match |
| 22 janvier 2000 | Croatie   | 21 – 20 | Allemagne | Feuille de match |
| 22 janvier 2000 | Ukraine   | 22 – 24 | France    | Feuille de match |
| 23 janvier 2000 | Espagne   | 27 – 24 | Ukraine   | Feuille de match |
| 23 janvier 2000 | Allemagne | 19 – 25 | France    | Feuille de match |
| 23 janvier 2000 | Croatie   | 27 – 23 | Norvège   | Feuille de match |
| 25 janvier 2000 | France    | 28 – 22 | Espagne   | Feuille de match |
| 25 janvier 2000 | Allemagne | 22 – 22 | Norvège   | Feuille de match |
| 25 janvier 2000 | Ukraine   | 18 – 26 | Croatie   | Feuille de match |
| 27 janvier 2000 | Norvège   | 19 – 16 | Ukraine   | Feuille de match |
| 27 janvier 2000 | Espagne   | 27 – 25 | Allemagne | Feuille de match |
| 27 janvier 2000 | France    | 26 – 26 | Croatie   | Feuille de match |

### Groupe B
|   | Équipe   | Pts | J | G | N | P | Bp  | Bc  | Diff | Dép |
| - | -------- | --- | - | - | - | - | --- | --- | ---- | --- |
| 1 | Suède    | 10  | 5 | 5 | 0 | 0 | 143 | 115 | 28   | /   |
| 2 | Russie   | 8   | 5 | 4 | 0 | 1 | 128 | 120 | 8    | /   |
| 3 | Slovénie | 4   | 5 | 2 | 0 | 3 | 129 | 131 | -2   | +3  |
| 4 | Portugal | 4   | 5 | 2 | 0 | 3 | 123 | 133 | -10  | -1  |
| 5 | Danemark | 4   | 5 | 2 | 0 | 3 | 126 | 134 | -8   | -2  |
| 6 | Islande  | 0   | 5 | 0 | 0 | 5 | 121 | 137 | -16  | /   |

| Date            | Équipe 1 | Score   | Équipe 2 | Rapport          |
| --------------- | -------- | ------- | -------- | ---------------- |
| 21 janvier 2000 | Suède    | 31 – 23 | Islande  | Feuille de match |
| 21 janvier 2000 | Portugal | 28 – 27 | Slovénie | Feuille de match |
| 21 janvier 2000 | Russie   | 27 – 26 | Danemark | Feuille de match |
| 22 janvier 2000 | Slovénie | 23 – 27 | Russie   | Feuille de match |
| 22 janvier 2000 | Islande  | 25 – 28 | Portugal | Feuille de match |
| 22 janvier 2000 | Danemark | 22 – 29 | Suède    | Feuille de match |
| 23 janvier 2000 | Suède    | 29 – 21 | Portugal | Feuille de match |
| 23 janvier 2000 | Russie   | 25 – 23 | Islande  | Feuille de match |
| 23 janvier 2000 | Danemark | 24 – 28 | Slovénie | Feuille de match |
| 25 janvier 2000 | Suède    | 26 – 24 | Slovénie | Feuille de match |
| 25 janvier 2000 | Portugal | 20 – 24 | Russie   | Feuille de match |
| 25 janvier 2000 | Islande  | 24 – 26 | Danemark | Feuille de match |
| 27 janvier 2000 | Slovénie | 27 – 26 | Islande  | Feuille de match |
| 27 janvier 2000 | Russie   | 25 – 28 | Suède    | Feuille de match |
| 27 janvier 2000 | Portugal | 26 – 28 | Danemark | Feuille de match |

## Phase finale

### Matchs de classement
| Match                   | Date                           | Équipe 1  | Score     | Équipe 2 | Rapport          |
| ----------------------- | ------------------------------ | --------- | --------- | -------- | ---------------- |
| Match pour la 11e place | 29 janvier 2000, 15h00, Rijeka | Ukraine   | 25 – 26   | Islande  | Feuille de match |
| Match pour la 9e place  | 29 janvier 2000, 17h30, Rijeka | Allemagne | 19 – 17   | Danemark | Feuille de match |
| Match pour la 7e place  | 29 janvier 2000, 20h00, Rijeka | Norvège   | 27 – 30ap | Portugal | Feuille de match |
| Match pour la 5e place  | 29 janvier 2000, 20h00, Zagreb | Croatie   | 24 – 25   | Slovénie | Feuille de match |

### Tour final
|  | Demi-finales            | Demi-finales            |                        |       | Finale                  | Finale                  |
|  | Demi-finales            | Demi-finales            |                        |       | Finale                  | Finale                  |
|  |                         |                         |                        |       |                         |                         |
|  | 29 janvier 2000, Zagreb | 29 janvier 2000, Zagreb |                        |       | 30 janvier 2000, Zagreb | 30 janvier 2000, Zagreb |
|  | 29 janvier 2000, Zagreb | 29 janvier 2000, Zagreb |                        |       | 30 janvier 2000, Zagreb | 30 janvier 2000, Zagreb |
|  | Suède                   | 23                      |                        |       | 30 janvier 2000, Zagreb | 30 janvier 2000, Zagreb |
|  | Suède                   | 23                      |                        |       | 30 janvier 2000, Zagreb | 30 janvier 2000, Zagreb |
|  | Espagne                 | 21                      |                        |       | 30 janvier 2000, Zagreb | 30 janvier 2000, Zagreb |
|  | Espagne                 | 21                      | Suède                  | 32a2p |                         |                         |
|  | 29 janvier 2000, Zagreb |                         | Suède                  | 32a2p |                         |                         |
|  |                         | Russie                  | 31                     |       |                         |                         |
|  | Russie                  | Russie                  | 31                     | 30    |                         |                         |
|  | Russie                  |                         |                        | 30    |                         |                         |
|  | France                  | 23                      |                        |       |                         |                         |
|  | France                  | 23                      | Match pour la 3e place |       |                         |                         |
|  |                         |                         |                        |       |                         |                         |
|  | 30 janvier 2000, Zagreb |                         |                        |       |                         |                         |
|  |                         |                         |                        |       |                         |                         |
|  | Espagne                 | 24                      |                        |       |                         |                         |
|  | Espagne                 | 24                      |                        |       |                         |                         |
|  | France                  | 23                      |                        |       |                         |                         |
|  | France                  | 23                      |                        |       |                         |                         |

#### Demi-finales
| 29 janvier 2000 15h00 | France          | 23 – 30     | Russie              | Dom Sportova, Zagreb Affluence : 3 000 Arbitrage : Marjan Nachevski, Dragan Nachevski |
| 29 janvier 2000 15h00 | Patrick Cazal 6 | (10 - 16)   | Édouard Kokcharov 9 | Dom Sportova, Zagreb Affluence : 3 000 Arbitrage : Marjan Nachevski, Dragan Nachevski |
| 29 janvier 2000 15h00 | ×4 ×2           | EHF Rapport | ×3 ×5 ×1            | Dom Sportova, Zagreb Affluence : 3 000 Arbitrage : Marjan Nachevski, Dragan Nachevski |

- France : Cazal (6), Anquetil (5), Burdet (4), B. Gille (3), Puigsegur (2), Dinart (1), Richardson (1), Wiltberger (1, Golic (0), Joulin 0 – Gaudin et Martini.
- Russie : Kokcharov (9), Khodkov (7), Toutchkine (4), Moskalenko (3), Krivochlykov (2), Koulechov (2), Pogorelov (2), I. Lavrov (1), Gorpitchine (0), Kouzelev 0 – Lavrov et Soukossian.

| 29 janvier 2000 17h30 | Suède                | 23 – 21     | Espagne          | Dom Sportova, Zagreb Arbitrage : Manfred Bülow, Wilfried Lübke |
| 29 janvier 2000 17h30 | Wislander, Vranjes 6 | (11 - 12)   | Mariano Ortega 5 | Dom Sportova, Zagreb Arbitrage : Manfred Bülow, Wilfried Lübke |
| 29 janvier 2000 17h30 | ×3                   | EHF Rapport | ×4               | Dom Sportova, Zagreb Arbitrage : Manfred Bülow, Wilfried Lübke |

- Suède : Vranjes (6 dont 4 pen.), Wislander (6), Thorsson (5), Andersson (3 dont 1 pen.), Franzen (2), Sivertsson (1), Larsson, Linden, Lindgren, Olsson – Gentzel et Svensson.
- Espagne : Ortega (5), Guijosa (4 dont 2 pen.), Lozano (3), Urdiales (3), Dujshebajev (2), Masip (2 dont 1 pen.), Xepkin (2), Olalla (0), Pérez (0), Ugalde (0) – Barrufet et Nuñez.

#### Match pour la3eplace
| 30 janvier 2000 15h00 | Espagne           | 24 - 23     | France           | Dom Sportova, Zagreb Affluence : 4 000 Arbitrage : Vlado Pendić, Radomir Majstorović |
| 30 janvier 2000 15h00 | Talant Dujshebaev | (13-12)     | Bertrand Gille 6 | Dom Sportova, Zagreb Affluence : 4 000 Arbitrage : Vlado Pendić, Radomir Majstorović |
| 30 janvier 2000 15h00 | ×2 ×3             | EHF Rapport | ×3 ×2            | Dom Sportova, Zagreb Affluence : 4 000 Arbitrage : Vlado Pendić, Radomir Majstorović |

« On le méritait plus qu'eux ». Ces quelques mots sont de Jackson Richardson, déçu, presque abattu après la défaite française dans ce match pour la médaille de bronze. Là encore, le début de match est pourtant convaincant pour les Bleus (3-6, 9e) et on se dit que les Français vont réussir à vaincre une deuxième fois l'Espagne. Richardson redevient Jack le Magnifique en inscrivant les deux premiers buts tricolores et en menant le jeu de main de maître. La défense neutralise Xepkin, Bertrand Gille ne décolle pas de Dujshebaev qui, remis sur pied, semble être le seul à pouvoir tromper Martini à 9 mètres. C'est alors que le gardien espagnol Barrufet sort le grand jeu. Les tirs français sont détournés ou mal cadrés et les Espagnols enchainent un 5-0 pour prendre pour la première fois les devants (9-7, 16e). Seul Richardson réussit à ramener son équipe à égalité (10-10, 23e) avant d'arriver à la mi-temps avec un but de retard (13-12). 
Si un petit sursaut au retour des vestiaires laisse entrevoir un espoir pour la France (13-14), des erreurs irréversibles ne vont pas tarder à refaire surface. Barrufet empoisonne la vie des tireurs, tandis que les Espagnols, cette fois, trouvent les failles et s'envolent au score (19-16, 43e). Les Bleus ont perdu de leur superbe, sans doute en même temps que leur fraîcheur. Ainsi, Cazal passe complètement à côté de son match (1/9 en 21 minutes de jeu), ce qui ne l'empêchera pas malgré tout d'être élu meilleur arrière droit de la compétition. Malgré quelques tentatives de Burdet, entré à nouveau sur le terrain pour remplacer le Réunionnais, la France ne parvient pas à rattraper son retard et ce sont cette fois les Espagnols qui sautent de joie à la fin des 60 minutes, les deux derniers buts Français n'entretenant pas vraiment l'illusion (24-23, score final).

#### Finale
| 30 janvier 2000 17h30 | Russie               | 31 - 32 (ap)      | Suède               | Dom Sportova, Zagreb Arbitrage : Sotiris Migas, Fotis Bavas |
| 30 janvier 2000 17h30 | Dimitri Filippov 6   | (15 - 9, 24 - 24) | Magnus Wislander 10 | Dom Sportova, Zagreb Arbitrage : Sotiris Migas, Fotis Bavas |
| 30 janvier 2000 17h30 | Prol. : 3 - 3, 4 - 5 |                   |                     | Dom Sportova, Zagreb Arbitrage : Sotiris Migas, Fotis Bavas |
| 30 janvier 2000 17h30 | ×3 ×2                | EHF Rapport       | ×3 ×4               | Dom Sportova, Zagreb Arbitrage : Sotiris Migas, Fotis Bavas |

Après un début de match serré, les Russes passent un 3-0 pour mener 7-4 à la 13e minute. L'écart se stabilise jusqu'à la 22e minute, dernier but des Suédois qui encaissent alors un 0-4 pour retourner au vestiaire avec un retard important de 6 buts (15-9). Mais en 10 grosses minutes, grâce notamment à Gentzel entré dans les cages à la place de Svensson, les deux équipes sont revenues à égalité 18-18. Les Russes sont toujours en difficulté en attaque (20-22 à la 51e minute, soit un 13-5 en faveur de la Suède) mais les Russes n'ont pas renoncé et reprennent même l'avantage avec (24-23, 59e minute) avant l'égalisation suédoise à 20 secondes de la fin du temps réglementaire. La première prolongation se déroule à l'image des 60 premières minutes : la première mi-temps est à sens unique pour les Russes (27-24) mais les Suédois recollent au score (27-27) : une seconde prolongation est nécessaire. Et celle-ci a été encore plus dramatique : Wislander porte le score à 28-30, les Russes reprennent l'avantage (31-30, 76e minute), la Suède égalise par Lövgren puis, à 45 secondes avant la fin de la deuxième prolongation, Wislander marque son dixième but d'un tir sensationnel pour porter le score à 31-32 que les Suédois parviendront à conserver malgré une fin de match en infériorité numérique.
| Gardiens de but                   |                        |                      |                     |       |
| 1                                 | Andreï Lavrov          | 9/39                 | Suspension          | 77'58 |
| 12                                | Pavel Soukossian       | 0/2                  |                     | 2'02  |
| Joueurs de champ                  |                        |                      |                     |       |
| 2                                 | Igor Lavrov            | 1/8 (dont 1/3 à 7m)  |                     | 68'04 |
| 5                                 | Oleg Koulechov         | 2/3 (dont 1/1 à 7m)  |                     | 15'25 |
| 7                                 | Lev Voronine           | 4/5                  |                     | 80'00 |
| 8                                 | Alexandre Toutchkine   | 2/7                  |                     | 23'31 |
| 13                                | Edouard Moskalenko     | 5/7                  |                     | 39'30 |
| 15                                | Dimitri Kouzelev (de)  | 4/4                  |                     | 43'34 |
| 17                                | Oleg Khodkov (de)      | 4/16                 |                     | 42'20 |
| 18                                | Viatcheslav Gorpichine | -                    | Averti              | 31'36 |
| 19                                | Sergueï Pogorelov      | 3/8                  | Averti              | 56'00 |
| 20                                | Dimitri Filippov       | 6/11 (dont 1/1 à 7m) | Averti · Suspension | 77'58 |
| Sélectionneur : Vladimir Maksimov |                        |                      |                     |       |

| Gardiens de but                 |                      |                     |                                  |       |
| 1                               | Tomas Svensson       | 7/22                |                                  | 30'00 |
| 12                              | Peter Gentzel        | 17/33               |                                  | 50'00 |
| Joueurs de champ                |                      |                     |                                  |       |
| 3                               | Magnus Wislander     | 10/13               | Averti · Suspension · Suspension | 80'00 |
| 4                               | Thomas Sivertsson    | -                   |                                  | n.e.  |
| 5                               | Ola Lindgren         | -                   | Averti                           | 42'17 |
| 7                               | Andreas Larsson      | 2/3                 |                                  | 4'56  |
| 9                               | Stefan Lövgren       | 5/5                 | Suspension                       | 27'29 |
| 11                              | Pierre Thorsson      | 6/11                |                                  | 80'00 |
| 13                              | Staffan Olsson       | 1/7                 | Averti · Suspension              | 66'38 |
| 14                              | Magnus Andersson     | 0/1                 |                                  | 36'19 |
| 15                              | Mathias Franzén (de) | 3/4                 |                                  | 80'00 |
| 17                              | Ljubomir Vranjes     | 5/6 (dont 1/1 à 7m) |                                  | 62'21 |
| Sélectionneur : Bengt Johansson |                      |                     |                                  |       |

## Classement final
| Rang                       | Pays      | MJ | V | N | D | Bp  | Bc  | Diff |
| -------------------------- | --------- | -- | - | - | - | --- | --- | ---- |
| Médaille d'or, Europe      | Suède     | 7  | 7 | 0 | 0 | 198 | 167 | 31   |
| Médaille d'argent, Europe  | Russie    | 7  | 5 | 0 | 2 | 189 | 175 | 14   |
| Médaille de bronze, Europe | Espagne   | 7  | 5 | 0 | 2 | 173 | 166 | 7    |
| 4e                         | France    | 7  | 4 | 1 | 2 | 173 | 164 | 9    |
| 5e                         | Slovénie  | 6  | 3 | 0 | 3 | 154 | 155 | -1   |
| 6e                         | Croatie   | 6  | 3 | 1 | 2 | 146 | 139 | 7    |
| 7e                         | Portugal  | 6  | 3 | 0 | 3 | 153 | 160 | -7   |
| 8e                         | Norvège   | 6  | 1 | 1 | 4 | 133 | 144 | -11  |
| 9e                         | Allemagne | 6  | 1 | 2 | 3 | 143 | 153 | -10  |
| 10e                        | Danemark  | 6  | 2 | 0 | 4 | 166 | 170 | -4   |
| 11e                        | Islande   | 6  | 1 | 0 | 5 | 147 | 162 | -15  |
| 12e                        | Ukraine   | 6  | 0 | 1 | 5 | 129 | 146 | -17  |

La Slovénie, 5e, obtient la dernière place qualificative pour les Jeux olympiques de Sydney au détriment de la Croatie, champion olympique en titre.

## Statistiques et récompenses

### Équipe-type
L'équipe-type désignée à l'issue du tournoi est composée de, :
- Meilleur joueur (MVP) : Jackson Richardson,  France[6]
- Gardien de but : Peter Gentzel,  Suède
- Ailier gauche : Rafael Guijosa,  Espagne
- Arrière gauche : Carlos Resende,  Portugal
- Demi-centre : Jackson Richardson,  France
- Pivot : Andriy Chtchepkine,  Espagne
- Arrière droit : Patrick Cazal,  France
- Ailier droit : Irfan Smajlagić,  Croatie

### Meilleurs buteurs
Les meilleurs buteurs sont,, :
| Rang | Joueur                   | Équipe    | Buts | Tirs | %      | dont 7m | Matchs |
| ---- | ------------------------ | --------- | ---- | ---- | ------ | ------- | ------ |
| 1    | Oleg Velyky              | Ukraine   | 46   | 96   | 47,9 % | 11/14   | 6      |
| 2    | Valdimar Grímsson        | Islande   | 41   | 56   | 73,2 % | 22/27   | 6      |
| 3    | Patrick Cazal            | France    | 40   | 82   | 48,8 % | -       | 7      |
| 4    | Magnus Wislander         | Suède     | 40   | 54   | 74,1 % | -       | 7      |
| 5    | Carlos Resende           | Portugal  | 38   | 77   | 49,4 % | 12/17   | 6      |
| 6    | Stefan Lövgren           | Suède     | 33   | 54   | 61,1 % | 10/14   | 5      |
| 7    | Rafael Guijosa           | Espagne   | 32   | 49   | 65,3 % | 11/16   | 7      |
| 7    | Aleš Pajovič             | Slovénie  | 32   | 63   | 50,8 % | 2/5     | 6      |
| 9    | Bertrand Gille           | France    | 30   | 46   | 65,2 % | -       | 7      |
| 9    | Jackson Richardson       | France    | 30   | 48   | 62,5 % | -       | 7      |
| 11   | Irfan Smajlagić          | Croatie   | 29   | 43   | 67,4 % | -       | 6      |
| 11   | Zlatko Saračević         | Croatie   | 29   | 60   | 48,3 % | 12/16   | 5      |
| 13   | Nikolaj Bredahl Jacobsen | Danemark  | 28   | 36   | 77,8 % | 13/14   | 4      |
| 14   | Dimitri Filippov         | Russie    | 26   | 38   | 68,4 % | 14/19   | 4      |
| 14   | Bernd Roos               | Allemagne | 26   | 41   | 63,4 % | 12/16   | 4      |
| 14   | Markus Baur              | Allemagne | 26   | 44   | 59,1 % | 11/16   | 5      |
| 17   | Talant Dujshebaev        | Espagne   | 25   | 48   | 52,1 % | -       | 5      |
| 18   | Rui Rocha                | Portugal  | 24   | 34   | 70,6 % | -       | 6      |
| 18   | Ljubomir Vranjes         | Suède     | 24   | 36   | 66,7 % | 13/14   | 5      |
| 18   | Oleg Khodkov (de)        | Russie    | 24   | 55   | 43,6 % | -       | 7      |

### Meilleurs gardiens de but
Les meilleurs gardiens de but (en pourcentage d'arrêts) sont,, :
| Rang | Joueur            | Équipe    | %      | Arrêts | Tirs |
| ---- | ----------------- | --------- | ------ | ------ | ---- |
| 1    | Tomas Svensson    | Suède     | 42,6 % | 52     | 122  |
| 2    | David Barrufet    | Espagne   | 40,5 % | 87     | 215  |
| 3    | Peter Gentzel     | Suède     | 39,4 % | 54     | 137  |
| 4    | Bruno Martini     | France    | 38,5 % | 55     | 143  |
| 5    | Venio Losert      | Croatie   | 37,5 % | 48     | 128  |
| 6    | Mirko Bašić       | Croatie   | 37,0 % | 27     | 73   |
| 7    | Jan Holpert (de)  | Allemagne | 36,5 % | 38     | 104  |
| 8    | Kasper Hvidt      | Danemark  | 34,6 % | 44     | 127  |
| 9    | Frode Scheie (de) | Norvège   | 35,2 % | 38     | 108  |
| 10   | Christian Gaudin  | France    | 34,5 % | 40     | 116  |
| 11   | Andreï Lavrov     | Russie    | 33,5 % | 73     | 218  |

## Effectif des équipes sur le podium

### Champion d'Europe:Suède
L'effectif de la Suède, championne d'Europe, était :
- Tomas Svensson
- Magnus Lindén (de)
- Magnus Wislander
- Thomas Sivertsson
- Ola Lindgren
- Martin Frändesjö
- Andreas Larsson
- Johan Petersson
- Stefan Lövgren
- Pierre Thorsson
- Peter Gentzel
- Staffan Olsson
- Magnus Andersson
- Mathias Franzén (de)
- Mattias Andersson
- Ljubomir Vranjes

Sélectionneur
- Bengt Johansson

### Vice-champion d'Europe:Russie
L'effectif de la Russie, vice-championne d'Europe, était :
- Andreï Lavrov
- Igor Lavrov (de)
- Stanislav Koulintchenko
- Édouard Kokcharov
- Oleg Koulechov
- Denis Krivochlikov
- Lev Voronine
- Alexandre Toutchkine
- Pavel Soukossian
- Edouard Moskalenko
- Oleg Grebnev
- Dimitri Kouzelev (de)
- Oleg Khodkov (de)
- Viatcheslav Gorpichine
- Sergueï Pogorelov
- Dimitri Filippov

Sélectionneur
- Vladimir Maksimov

### Troisième place:Espagne
L'effectif de l'Espagne, médaille de bronze, était :
- Jaume Fort
- Antonio Ugalde (es)
- Andriy Chtchepkine
- Rafael Guijosa
- Enric Masip
- Iñaki Urdangarin
- Jesús Olalla
- Mariano Ortega
- Talant Dujshebaev
- Demetrio Lozano
- Jordi Núñez
- Alberto Urdiales (es)
- Juancho Pérez
- David Barrufet
- Alberto Entrerríos
- Antonio Carlos Ortega

Sélectionneur
- Juan de Dios Román